# The Evian Championship
The Amundi Evian Championship (le Championnat Amundi Evian) est un tournoi majeur de golf féminin créé en 1994 sur la rive française du  Léman. Longtemps considéré officieusement comme le cinquième tournoi majeur de la LPGA, il le devient officiellement en 2013 au côté du Championnat Chevron, Championnat de la LPGA, l'Open américain et Open britannique. Il se déroule chaque année sur le parcours de l'Evian Resort Golf Club à Évian-les-Bains.
Il prend place au mois de juillet depuis 2019 et les golfeuses sont sélectionnées sur la base de critères sportifs, et non avec des invitations comme c'était le cas avant 2007.

## Histoire
En 1994, l'Evian Masters est créé par Antoine Riboud, patron de BSN (devenu Danone) qui détient la marque Évian. Au départ, il organise en 1992 un tournoi pro-am masculin mais il est déçu du manque d'intérêt des golfeurs. L'année suivante, c'est un pro-am féminin qui est organisé avec la présence de joueuses européennes ou françaises telles Laura Davies, Marie-Laure De Lorenzi et Sandrine Mendiburu. C'est ainsi qu'en 1994, il décide d'organiser un tournoi féminin qui est intégré au Ladies European Tour (circuit européen féminin). Son palmarès est inauguré par la Suédoise Helen Alfredsson qui s'y impose à deux autres occasions (1998 et 2008). Pour attirer les meilleurs golfeuses du monde, elles sont logées dans des hôtels prestigieux (L'Ermitage ou le Royal) et très vite celles-ci se rendent au tournoi. Après un doublé de l'Anglaise Laura Davies (1995-1996), c'est la Japonaise Hiromi Kobayashi qui s'impose. La fin des années 1990 est marquée par les victoires suédoises : Alfredsson en 1998, Catrin Nilsmark en 1999 et Annika Sörenstam en 2000.
Le tournoi est en 2000 intégré officiellement à la LPGA Tour (circuit nord-américain féminin et plus prestigieux circuit du monde) et obtient très vite le titre honorifique de « cinquième majeur » en raison de sa dotation. Les victoires de l'Australienne Rachel Hetherington en 2001, de la Suédoise Sörenstam en 2002 et de l'Américaine Juli Inkster en 2003 démontrent l'internationalisation du tournoi, où les meilleures golfeuses se rendent. En 2004, la jeune Michelle Wie y participe du haut de ses quatorze ans mais c'est l'Australienne Wendy Doolan (35 ans) qui s'impose. Ensuite ce sont des victoires glamours des Américaines Paula Creamer en 2005 ou Natalie Gulbis en 2007 entrecoupées par le sacre en 2006 de Karrie Webb et d'Alfresson en 2008 - avec un troisième titre, elle devient la joueuse la plus titrée du tournoi- qui rythment le tournoi.
Devenu incontournable dans le calendrier du golf féminin, l'Evian Masters, considéré comme le cinquième chelem, est le tournoi de golf féminin le mieux doté du monde à égalité avec l'Open américain (3,25 millions d'euros, dotation reconduite en 2011).
Le 20 juillet 2011 le commissaire de la LPGA Mike Whan, le directeur du tournoi Jacques Bungert et le PDG de Danone Franck Riboud, annoncent à l'occasion de l'édition 2011 de l'épreuve que l'Evian Masters sera officiellement un Majeur Féminin à compter de 2013, faisant ainsi de celui-ci le cinquième Chelem du golf féminin aux côtés du ANA Inspiration (ex-Kraft Nabisco Championship), du LPGA Championship, de l’US Open et du British Open. Pour l'occasion, le tournoi change de nom et s’appelle The Evian Championship.
En septembre 2013, l’Europe Continentale accueille le 1er Majeur de golf de toute son Histoire, The Evian Championship. Nouvel entrant dans la cour des Majeurs, le tournoi se dote cette même année d’un tout nouveau parcours. Suzann Pettersen devient la première vainqueur de ce cinquième Majeur. Avec une dernière carte de 68 (-3)  pour un total de 274 (soit 10 coups sous le par), la championne norvégienne devance ainsi de deux coups l'étonnante amateur Lydia Ko, venue de Nouvelle-Zélande. L'Américaine Lexi Thompson complète le podium du dernier tournoi majeur de la saison.
La deuxième édition du récent majeur en 2014, se place bien au-delà de toutes les attentes. Tout a commencé le premier jour avec un magistral 61 (-10), record du parcours mais aussi score historique en Majeur. L’auteur de cet exploit ? Hyo Joo Kim, une jeune Coréenne de 19 ans, déjà star en Asie. Obligeant l’élite mondiale à sortir le grand jeu pour espérer remporter l’épreuve, Hyo Joo Kim jouait la prudence sur les deux tours suivants. Le dernier jour, ses poursuivantes l’obligeaient à quitter sa réserve pour un festival de golf de très haut niveau. Reprise de vitesse par Karrie Webb, championne à Evian en 2006, Kim donnait tout sur le 18 et forçait la chance en rentrant le putt de la victoire.
En remportant l’Evian Championship 2015 à 18 ans, 4 mois et 20 jours, la Néo-Zélandaise Lydia Ko est devenue la plus jeune vainqueur d’un Majeur féminin. Celle qui a déjà établit nombre de records a survolé le dernier tour après avoir été en embuscade toute la semaine pour gagner son premier tournoi du Chelem. Sa classe, son talent et sa bonne humeur ont fait le reste sur les dix derniers trous le dimanche, pour terminer six coups devant sa poursuivante, la tout aussi jeune Lexi Thompson (USA). Dans un tournoi où l’on attendait beaucoup d’Inbee Park (vainqueur du Rolex Annika Major Award avant même l’ultime Majeur), c’est donc finalement sa plus probable héritière qui a pris le flambeau.
Chun In-gee n'aura pas tremblé une seconde pour remporter l'Evian Championship 2016. En tête de bout en bout du tournoi, la Coréenne de 22 ans s'empare de son deuxième titre du Grand Chelem, après l'US Open 2015. Le podium du 23e Evian Championship est 100 % Coréen. Sung Hyun Park et So Yeon Ryu se partagent la deuxième place à dix-sept sous le par, quatre coups derrière la gagnante. La Chinoise Shanshan Feng, l'une des favorites au début de la semaine, après sa belle prestation à Rio (médaille de bronze), prend la quatrième place.
L'édition 2017 aura été forte en émotion et rebondissements. Auteur d'un dernier tour de feu (66) qui lui a permis de combler un retard de cinq coups, tout comme son adversaire de play-off Britanny Altomare, Anna Nordqvist s'est imposée dès le premier trou de barrage, disputé sous des trombes d'eau. A 30 ans, la championne suédoise, pilier de l'équipe européenne de Solheim Cup, remporte son deuxième tournoi majeur.
L'Américaine Angela Stanford a remporté l'Evian Championship 2018. Elle est la première représentante de la bannière étoilée vainqueur sur les bords du Léman depuis Natalie Gulbis en 2007. Agée de 40 ans, cela faisait six ans qu'Angela Stanford n'avait plus gagné sur le circuit. Bien que rodant autour de la tête depuis vendredi, c'est une autre américaine, Amy Olson, qui menait le tournoi. En effet, un simple par sur le 18 suffisait à Amy Olson, leader depuis le vendredi soir, pour remporter l'Evian Championship. C'est finalement avec un double bogey qu'elle a conclu son dernier tour laissant la place libre à Angela Stanford pour embrasser le trophée de l'Evian Championship.
Pour les 25 ans du Tournoi en 2019, Jin Young Ko s'est brillamment imposée, décrochant au passage la place de numéro 1 mondiale. Après l’ANA Inspiration, la Coréenne empoche son deuxième titre majeur de la saison. L’Américaine Jennifer Kupcho, meilleur score du dernier tour (66), la Chinoise Shanshan Feng et la Coréenne Hyo Joo Kim se partagent la deuxième place. Tout aura basculé à l’entame du dernier tiers du parcours. Au 13, Hyo Joo Kim menait alors les débats avec deux coups d’avance sur Jin Young Ko, lorsque cette dernière enquilla une « ficelle » d’environ sept mètres, pour le birdie. La Coréenne revenait alors à un coup de sa compatriote. C’est au 17 que la jeune championne scella définitivement sa victoire en signant son cinquième birdie du jour, réussissant une nouvelle ficelle de six mètres.
Reportée initialement en août, l'édition 2020 est finalement annulée, pour la première fois de l'histoire du tournoi, en raison de la pandémie de coronavirus.
À partir de 2021, Amundi devient, pour une durée de cinq ans, le partenaire titre du tournoi, rebaptisé The Amundi Evian Championship. La dotation est portée à 4.5 millions de dollars. Cette édition est remportée par l'Australienne Minjee Lee qui remonte le dernier jour sept coups de retard sur la leadeuse sud-coréenne et s'impose en playoff. En 2022, c'est le Canadienne Brooke Henderson qui ajoute un second majeur à son palmarès après son titre en 2016 du Championnnat de la LPGA.

## Palmarès
| Année                                              | Golfeuse                                             | Score                                                | Écart avec la 2e                                     | Dotation                                             |
| Tournoi organisé par le Ladies European Tour (LET) | Tournoi organisé par le Ladies European Tour (LET)   | Tournoi organisé par le Ladies European Tour (LET)   | Tournoi organisé par le Ladies European Tour (LET)   | Tournoi organisé par le Ladies European Tour (LET)   |
| -------------------------------------------------- | ---------------------------------------------------- | ---------------------------------------------------- | ---------------------------------------------------- | ---------------------------------------------------- |
| 1994                                               | Helen Alfredsson                                     | −1                                                   | 3                                                    | 235 500 £                                            |
| 1995                                               | Laura Davies                                         | −17                                                  | 5                                                    | 270 000 £                                            |
| 1996                                               | Laura Davies (2)                                     | −14                                                  | 4                                                    | 375 000 £                                            |
| 1997                                               | Hiromi Kobayashi                                     | −14                                                  | Playoffs (2)                                         | 425 000 £                                            |
| 1998                                               | Helen Alfredsson (2)                                 | −11                                                  | 4                                                    | 500 000 £                                            |
| 1999                                               | Catrin Nilsmark                                      | −9                                                   | 2                                                    | 689 000 £                                            |
| Tournoi co-organisé par les circuits LET et LPGA   |                                                      |                                                      |                                                      |                                                      |
| 2000                                               | Annika Sörenstam                                     | −12                                                  | Playoffs (2)                                         | 1 800 000 $                                          |
| 2001                                               | Rachel Teske                                         | −15                                                  | 1                                                    | 2 100 000 $                                          |
| 2002                                               | Annika Sörenstam (2)                                 | −19                                                  | 4                                                    | 2 100 000 $                                          |
| 2003                                               | Juli Inkster                                         | −21                                                  | 6                                                    | 2 100 000 $                                          |
| 2004                                               | Wendy Doolan                                         | −18                                                  | 1                                                    | 2 500 000 $                                          |
| 2005                                               | Paula Creamer                                        | −15                                                  | 8                                                    | 2 500 000 $                                          |
| 2006                                               | Karrie Webb                                          | −16                                                  | 1                                                    | 3 000 000 $                                          |
| 2007                                               | Natalie Gulbis                                       | −4                                                   | Playoffs (2)                                         | 3 000 000 $                                          |
| 2008                                               | Helen Alfredsson (3)                                 | −15                                                  | Playoffs (3)                                         | 3 250 000 $                                          |
| 2009                                               | Ai Miyazato                                          | −14                                                  | Playoffs (1)                                         | 3 250 000 $                                          |
| 2010                                               | Jiyai Shin                                           | −14                                                  | 1                                                    | 3 250 000 $                                          |
| 2011                                               | Ai Miyazato (2)                                      | −15                                                  | 2                                                    | 3 250 000 $                                          |
| 2012                                               | Inbee Park                                           | −17                                                  | 2                                                    | 3 250 000 $                                          |
| Tournois majeurs de la LPGA                        |                                                      |                                                      |                                                      |                                                      |
| 2013                                               | Suzann Pettersen                                     | −10                                                  | 2                                                    | 3 250 000 $                                          |
| 2014                                               | Kim Hyo-joo                                          | −11                                                  | 1                                                    | 3 250 000 $                                          |
| 2015                                               | Lydia Ko                                             | −16                                                  | 6                                                    | 3 250 000 $                                          |
| 2016                                               | Chun In-gee                                          | −21                                                  | 4                                                    | 3 250 000 $                                          |
| 2017                                               | Anna Nordqvist                                       | −9                                                   | Playoffs (1)                                         | 3 650 000 $                                          |
| 2018                                               | Angela Stanford                                      | −12                                                  | 1                                                    | 3 850 000 $                                          |
| 2019                                               | Ko Jin-young                                         | −15                                                  | 2                                                    | 4 100 000 $                                          |
| 2020                                               | Édition annulée en raison de la pandémie de Covid-19 | Édition annulée en raison de la pandémie de Covid-19 | Édition annulée en raison de la pandémie de Covid-19 | Édition annulée en raison de la pandémie de Covid-19 |
| 2021                                               | Minjee Lee                                           | −18                                                  | Playoffs (1)                                         | 4 500 000 $                                          |
| 2022                                               | Brooke Henderson                                     | −2                                                   | 1                                                    | 6 500 000 $                                          |
| 2023                                               | Céline Boutier                                       | −14                                                  | 6                                                    | 6 500 000 $                                          |
| 2024                                               | Ayaka Furue                                          | −19                                                  | 1                                                    | 8 000 000 $                                          |
| 2025                                               | Kim Grace                                            | −14                                                  | 1                                                    | 8 000 000 $                                          |

Le chiffre entre parenthèses suivant « Playoffs » indique le nombre de joueurs.

## Records du tournoi
- 267 (−21)  Juli Inkster (2003)
- 267 (−21)  Chun In-gee (2016)

## The Evian Juniors Cup
Depuis 2007, la Juniors Cup rassemble les meilleurs amateurs mondiaux de moins de 14 ans. The Evian Juniors Cup (anciennement Evian Masters Junior Cup) réunit dans une compétition internationale par équipe de deux garçons et de deux filles, les meilleurs golfeurs et les meilleures golfeuses de moins de quatorze ans pour chaque nation. Une chance incroyable pour ces jeunes talents de rencontrer l’élite internationale pour la première fois et de marcher dans leurs traces. Les treize éditions de l'Evian Juniors Cup ont permis de révéler les talents d'aujourd'hui, comme Justin Thomas, Jordan Spieth, Viktor Hovland, Anne van Dam...

## Résultats
| Année | Gagnants     |
| ----- | ------------ |
| 2007  | Japon        |
| 2008  | Espagne      |
| 2009  | Danemark     |
| 2010  | France       |
| 2011  | Espagne      |
| 2012  | États-Unis   |
| 2013  | États-Unis   |
| 2014  | États-Unis   |
| 2015  | Corée du Sud |

| Année | Gagnants       |
| ----- | -------------- |
| 2016  | Japon          |
| 2017  | États-Unis     |
| 2018  | États-Unis     |
| 2019  | États-Unis     |
| 2020  | N/A (Covid-19) |
| 2021  | Australie      |
| 2022  | France         |
| 2023  | États-Unis     |
| 2024  |                |